# فتح‌الله امید نجف‌آبادی
فتح‌الله امید نجف‌آبادی (۱۳۲۲- ۱۶ آبان ۱۳۶۷) روحانی، سیاستمدار و نماینده دوره نخست مجلس شورای اسلامی بود که به دلیل همکاری در ماجرای مک‌فارلین در ۱۶ آبان ۱۳۶۷ اعدام شد.

## زندگی‌نامه
فتح‌الله امید فرزند محمود در سال ۱۳۲۲ در نجف‌آباد دیده به جهان گشود. پس از سپری کردن دوره ابتدایی وارد حوزه علمیه نجف‌آباد شد و نزد آقایان: عباس ایزدی، غلامحسین منصور، ابراهیم ریاضی، درس‌های مقدمات حوزوی را فرا گرفت. سپس به حوزه علمیه اصفهان و بعد از مدتی به قم رفت و دروس سطح و خارج را نزد سیدروح الله خمینی، سیدحسین طباطبایی بروجردی، حسینعلی منتظری و سیدمحمد حسین طباطبایی به پایان رساند؛ و به درجه اجتهاد رسید.
چند سالی به خاطر حمایت از افکار و نهضت سید روح‌الله خمینی به زندان افتاد و مدتی نیز به بندر ترکمن تبعید گردید.
او از نزدیکان منوچهر قربانی‌فر و واسط ارسال نامه شکایت قربانی‌فر به منتظری در مورد ماجرای مک‌فارلین بود. او از زندانیان سیاسی قبل از انقلاب بود. و پس از انقلاب دارای سمت نمایندگی مجلس شورای اسلامی شد.

## قضاوت
وی در اوایل انقلاب مدتی قاضی دادگاه بود اما به حکم روح‌الله خمینی برکنار گردید. منتقدین امید نجف‌آبادی معتقد هستند وی به عنوان حاکم شرع دارای گرایش های کمونیستی بوده است.

### اعدام شدگان
از جمله اعدام شدگان به دست فتح‌الله امید نجف‌آبادی افراد زیر هستند:
- حبیب‌الله اشراقی
- مهدی میر اشرافی

## اعدام
امید نجف‌آبادی، اطلاعات مربوط به ماجرای مک‌فارلین را در اختیار سید مهدی هاشمی قرار داد. امید نجف‌آبادی به همراه چند روحانی دیگر، از جمله میرعلی نقی سیدخاوری لنگرودی، نماینده مجلس، در دادگاه‌هایی مخفی توسط ری شهری به علت به گفته آن‌ها اعمال منافی عفت (همجنس‌گرایی) محاکمه و اعدام گردید.
حسینعلی منتظری در کتاب خاطرات خود می‌نویسد:
مرحوم آقای امید را نیز در زندان متهم به اعمال منافی عفت کردند واو را به همین اتهام اعدام نمودند. آیا آقای امید که خود هم مجتهد بود و هم سنی ازشان گذشته بود اهل چنین کارهایی بود؟ ایشان از جمله افرادی بودند که در نشر تفکرات شهید مطهری بسیار نقش داشتند. نقل می‌کنند در همان ایامی که این مسایل در کشور بحثش داغ بود مرحوم آیت‌الله آقای حاج میرزا هاشم آملی، پدر همین آقایان لاریجانی‌ها، به ملاقات مرحوم آیت‌الله مرعشی نجفی رفته بودند. بعد خادم منزل برای آن‌ها چای آورده بود و سینی را گذاشته و می‌خواست برود. مرحوم آیت‌الله نجفی به شوخی به ایشان گفته بود که نه خیر شما هم نروید و اینجا باشید. می‌ترسم اگر تو نباشی بعداً بگویند آقای نجفی با آقای آملی فلان عمل را انجام داده… القصه به نظر من آقای امید نجف‌آبادی هم قربانی ماجرای مک فارلین شد.

## آثار
امید نجف‌آبادی از نزدیکان و همکاران مرتضی مطهری بود. امید نجف‌آبادی تنظیم و تدوین کتاب جاذبه و دافعه علی را از روی سخنرانی‌های مرتضی مطهری پیاده کرد و برای آن پاورقی زد.
مرتضی مطهری در مقدمه این کتاب نوشت:
زحمت اصلاح و تکمیل سخنرانی‌ها را فاضل بلند قدر جناب آقای امید نجف‌آبادی متحمل شدند. نیمی از کتاب به قلم معظم‌له است که پس از استخراج از نوارهای ضبط صوت، از نو به قلم خود نوشته و احیاناً اصلاح فرموده‌اند. نیم دیگر آن تقریر لفظی خود اینجانب است.

## ماجرای مک فارلین
حسینعلی منتظری در خاطرات خود می‌نویسد:
در همان روزهایی که مصادف با افشای جریان مک فارلین بود، روزی آقای امید نجف‌آبادی نزد من آمد و گفت: من قبل از انقلاب باشخصی به‌نام منوچهر قربانی‌فر دوست بودم و او آن زمان برای چاپ تحریرالوسیله و حکومت اسلامی و… مبالغ قابل توجهی به من کمک می‌کرد. حال او دلال اسلحه شده و با مقامات آمریکا و انگلیس نیز رفت‌وآمد دارد و او واسطه خرید موشک تاو توسط ایران از آمریکاست. مرحوم امید در ادامه گفت: آقای قربانی‌فر می‌گوید من در اینجا مطالبی دربارهٔ آینده رهبری می‌شنوم و مطالبی بین هیئت اعزامی ایران از طرف هاشمی رفسنجانی به ریاست فرزند یا برادرزاده او با کاخ سفید و مشاور رونالد ریگان در چند محور رد و بدل می‌شود. از جمله درمورد صدور انقلاب یا به قول آمریکایی‌ها صدور تروریسم و دخالت ایران در سایر کشورها و نیز تضمین آینده نظام و رهبری و همچنین آزادی گروگان‌های لبنانی. دراین مذاکرات هیئت ایرانی در همه موارد سعی کرده رضایت آمریکایی‌ها را فراهم آورد.
منتظری در خاطرات خود همچنین می‌نویسد:
آقایان برای خرید اسلحه روابط مخفیانه‌ای با آمریکایی‌ها برقرار کرده بودند و مک فارلین مشاور رئیس‌جمهور آمریکا و همکاران او به‌طور مخفیانه و پاسپورت جعلی وارد کشور شدند. سپس با نامه‌های آقای منوچهر قربانی‌فر این مسئله برای ما برملا شد. آقای قربانی‌فر فتوکپی نامه‌های خود به آقای کنگرلو را به‌وسیله آقای امید نجف‌آبادی برای من فرستاد و طبعاً جریان مک فارلین در بیت ما مطرح شد. البته من اصلاً قربانی‌فر را ندیده‌ام و نامه‌های قربانی‌فر را ظاهراً سیدمهدی توسط یکی از دوستانش به الشراع رسانده بود و آقایان با عَلَم‌کردن این مسایل می‌خواستند به طرف‌های آمریکایی خود بفهمانند که ما با طرفداران صدور انقلاب (به قول آمریکایی‌ها تروریسم) و با مخالفان این مذاکرات و افشاکنندگان آن برخورد کرده‌ایم. در آن زمان بسیاری از تلکس‌هایی که بر روی منزل ما می‌آمد از همین موضوع حکایت داشت.
به هر حال، وی مانند سید مهدی هاشمی (پاسدار) (حوزوی و برادر داماد حسینعلی منتظری و نیز همانند حوزوی دیگر، میر علی‌نقی سیدخاوری لنگرودی به دلیل افشای ماجرای پنهانی مک فارلین (ایران-کنترا؛ خرید سلاح از آمریکا و اسرائیل برای حکومت جمهوری اسلامی ایران) اعدام شد؛ هر چند وی (مانند سید خاوری لنگرودی) در دادگاه ویژه روحانیت به لواط متهم شد.